# Gor, Granada
Gor là một đô thị trong tỉnh Granada, Tây Ban Nha. Dân số năm 2005 là 997 người.